# Carl Buzengeiger

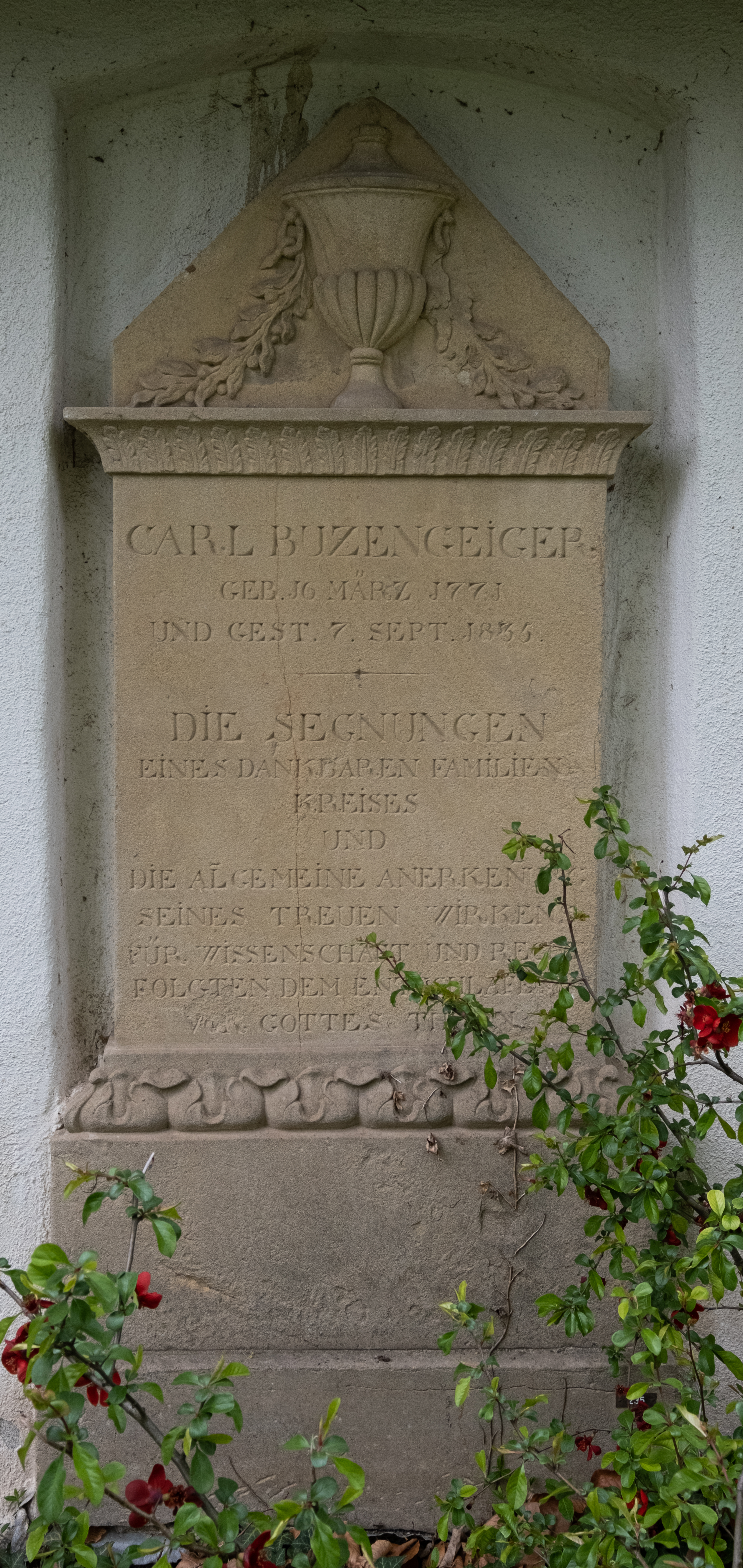
Grabstein auf dem Alten Friedhof in Freiburg

Carl Heribert Ignatz Buzengeiger (auch Karl Heribert Ignatius, häufig nur Carl oder Karl Buzengeiger; * 16. März 1771 in Tübingen; † 7. September 1835 in Freiburg im Breisgau) war ein deutscher Mathematiker, Mineraloge und Hochschullehrer.

## Leben
Carl Buzengeiger besuchte die Tübinger Lateinschule und studierte anschließend Philosophie, Naturwissenschaften und Mathematik an der Universität Tübingen. An der Universität galt er als beliebter Schüler des Mathematikers Christoph Friedrich von Pfleiderer. Nach dem Studium erteilte er in Tübingen, Stuttgart und Berlin Privatunterricht. Nach einer Lehrerstelle der Mathematik in Nürnberg folgte er 1798 einem Ruf als Professor der Mathematik an das Ansbacher Gymnasium. In dieser Zeit erfolgten seine ersten Veröffentlichungen in Fachzeitschriften sowie Lehrbücher.
Buzengeiger erhielt auf Empfehlung des Mathematikers Johann Gottlieb Friedrich von Bohnenberger 1819 einen Ruf als ordentlicher Professor der Mathematik und ab 1825 auch der Mineralogie an die Universität Freiburg im Breisgau. In Baden wurde er zudem zum Hofrat ernannt.
Der Uhrmacher und Mechaniker Johann Wilhelm Gottlob Buzengeiger war sein Bruder.

## Werke (Auswahl)
- Uiber die wahre Darstellung des Differential Calculs, Ansbach 1808.
- Leichte und kurze Darstellung der Differential-Rechnung, Ansbach 1809.
- Lehrbuch der ebenen Trigonometrie und Polygonometrie, Groos, Karlsruhe 1847.